# Powiat piński (II Rzeczpospolita)
Powiat piński – powiat województwa poleskiego II Rzeczypospolitej. Jego siedzibą było miasto Pińsk. W skład powiatu wchodziło 14 gmin wiejskich, 1 miasto i 2 miasteczka. 7 listopada 1920 r. pod Zarządem Terenów Przyfrontowych i Etapowych z powiatu wyłączono gminy: Łunin, Chotynicze, Dobrosławka, Pohost, Kożangródek, Płatnica, Stolin i Terebieżów do nowo utworzonego powiatu łuninieckiego. 12 grudnia 1920 r. z powiatu wyłączono gminy: Święto Wola i Telechany do nowo utworzonego powiatu kosowskiego. 1 stycznia 1923 r. wyłączono z powiatu pińskiego gminę Radczysk i przyłączono do nowo utworzonego powiatu stolińskiego.
Wcześniej powiat guberni mińskiej, zajmujący jej południowo-zachodnią połać. Częściowo pokrywa się z dzisiejszym rejonem pińskim na Białorusi.

## Historia
Według meldunków agentów Inspektoratu Werbunkowo-Zaciągowego ZCZW z listopada 1919 roku, powiat piński bardzo ucierpiał w wyniku działań wojennych I wojny światowej i wojny-polsko-bolszewickiej. Z 24 gmin powiatu 14 było całkowicie zrujnowanych, a powiat sprawiał wrażenie jednego koczującego obozu, z którego masowo emigrowało po 10 osób dziennie za Bug lub na Ukrainę. Z 20 pińskich fabryk działała jedna, nie działały tartaki, brakowało koni i opału.

## Demografia
Według spisu ludności w grudniu 1919 roku powiat piński okręgu brzeskiego ZCZW zamieszkiwały 222 018 osoby. Na jego terytorium znajdowało się 551 miejscowości, z których 6 miało 1–5 tys. mieszkańców, 1 miała 5–10 tys. mieszkańców i 1 powyżej 10 tys. mieszkańców. Był nią Pińsk z 21 436 mieszkańcami.

## Oświata
W powiecie pińskim okręgu brzeskiego ZCZW, w roku szkolnym 1919/1920 działało 21 szkół powszechnych, 7 szkół średnich i 4 szkoły zawodowe. Ogółem uczyło się w nich 4422 dzieci i pracowało 134 nauczycieli.

## Podział administracyjny

### Gminy
- gmina Brodnica
- gmina Chojno
- gmina Dobrosławka (od 1923)[7]
- gmina Kuchecka Wola
- gmina Lemieszewicze
- gmina Lubieszów (do 1926)[8]
- gmina Łohiszyn
- gmina Moroczna
- gmina Pinkowicze
- gmina Pohost Zahorodzki (od 1923)[7]
- gmina Porzecze[9]
- gmina Radczysk (do 1922)[10]
- gmina Stawek (do 1928)[11]
- gmina Uhrynicze (do 1926)[8]
- gmina Wiczówka
- gmina Żabczyce

### Miasta
- Łohiszyn (do 1934)[12]
- Pińsk
- Serniki (do ?)

## Starostowie
- Józef Głowacki (1920-)[13]

- Kazimierz Łyszczkowski (-1936-)[14][15]